# Fioletowi
Stronnictwo Polityczne „Fioletowych” (chiń. upr. 泛紫联盟; chiń. trad. 泛紫聯盟; pinyin Fànzǐ Liánméng), oficjalna nazwa Stronnictwo Uczciwości i Sprawiedliwości (chiń. 公平正義聯盟; pinyin Gōngpíng Zhengyì Liánméng) – koalicja niewielkich tajwańskich partii politycznych o poglądach socjalnych i laburzystowskich.
Główne punkty programu zawiązanego w 2003 roku stronnictwa stanowią rozwinięta opieka socjalna, podniesienie podatków dla najbogatszych i walka z wykluczeniem społecznym. 
„Fioletowi” dystansują się od dwóch głównych stronnictw politycznych Tajwanu, „Niebieskich” i „Zielonych”. W przeciwieństwie do nich uważają kwestię ewentualnej niepodległości Tajwanu lub jego zjednoczenia z Chinami za sprawę drugorzędną.